# Ipomoea mauritiana
Ipomoea mauritiana är en vindeväxtart som beskrevs av Jacquin. Ipomoea mauritiana ingår i släktet praktvindor, och familjen vindeväxter. Inga underarter finns listade i Catalogue of Life.

## Bildgalleri

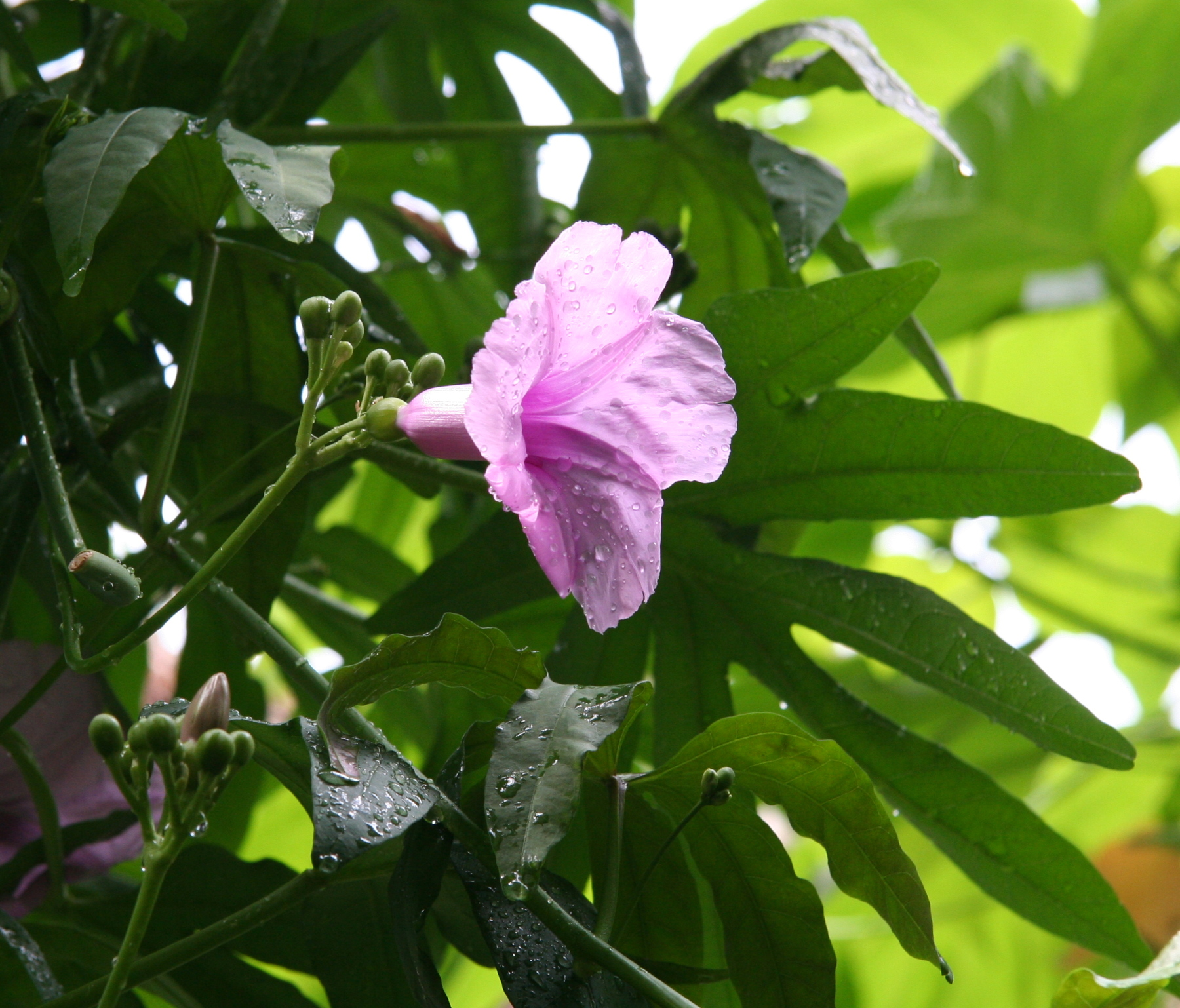
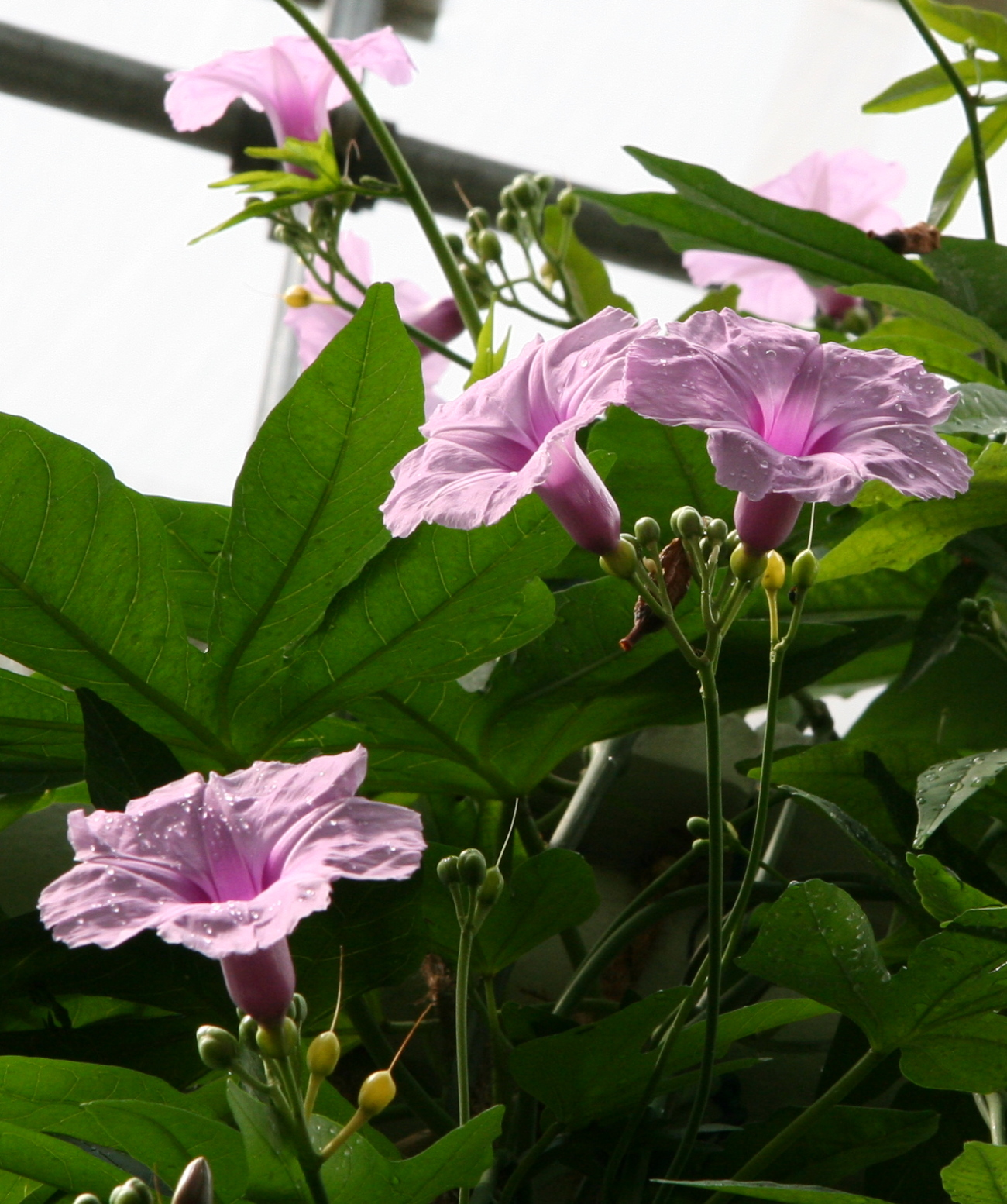
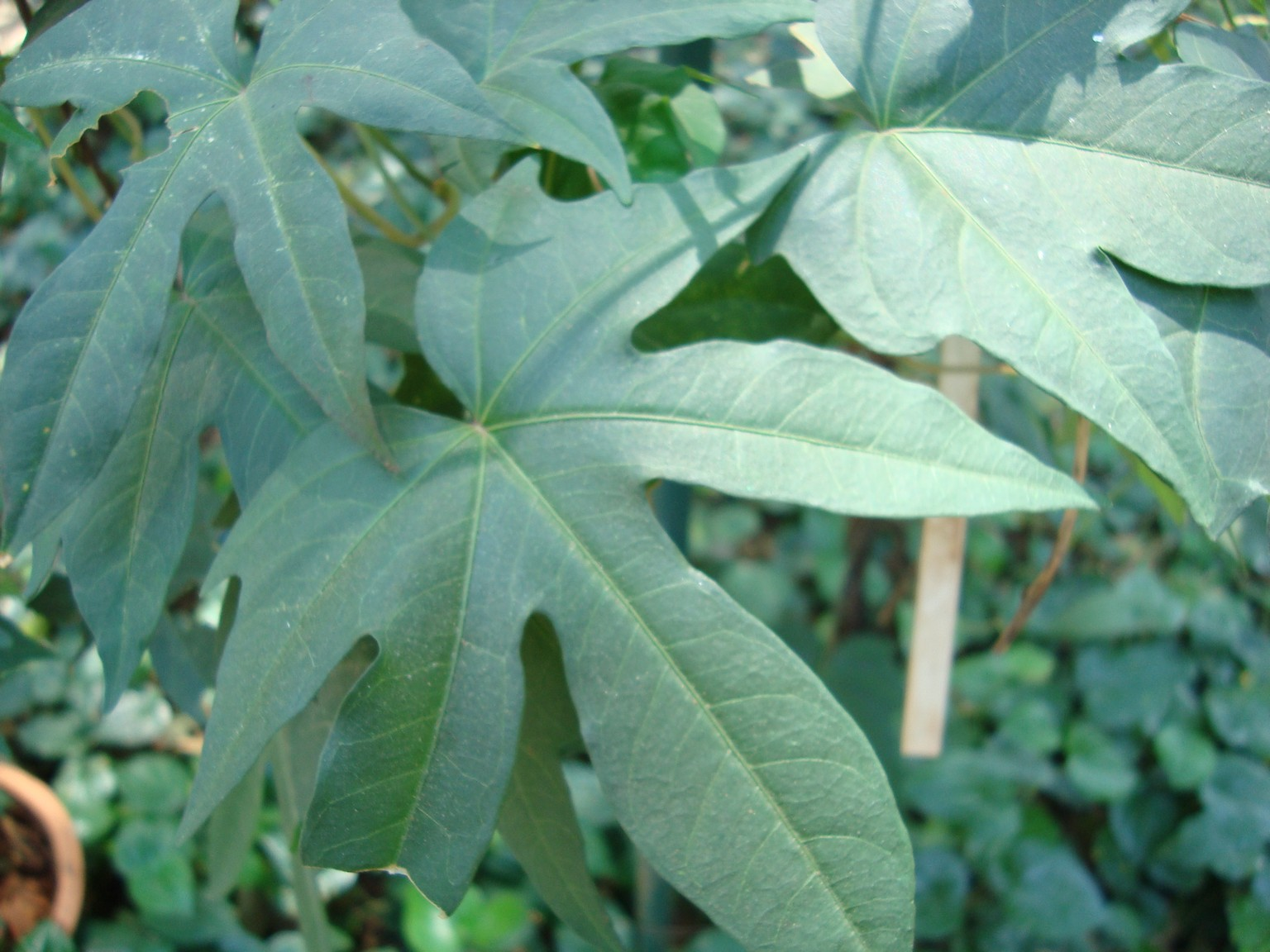
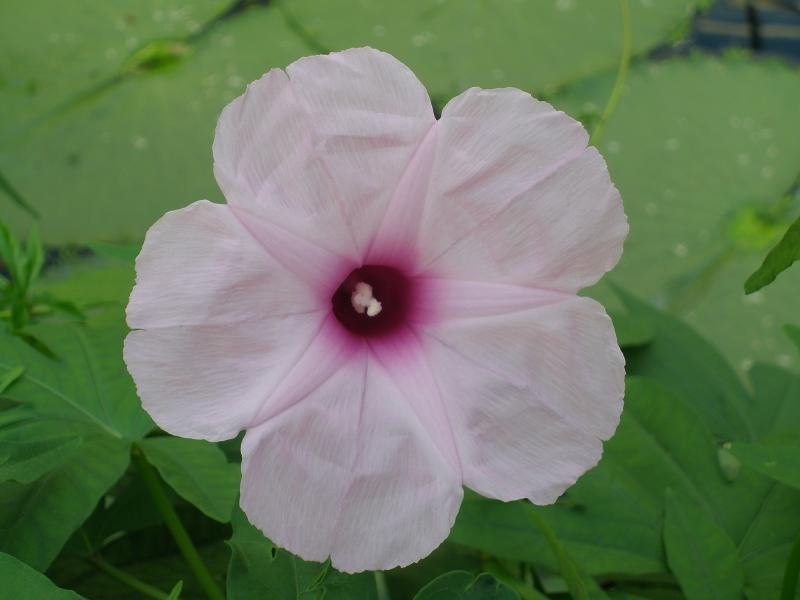
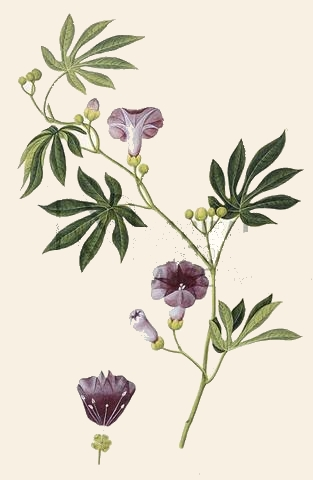
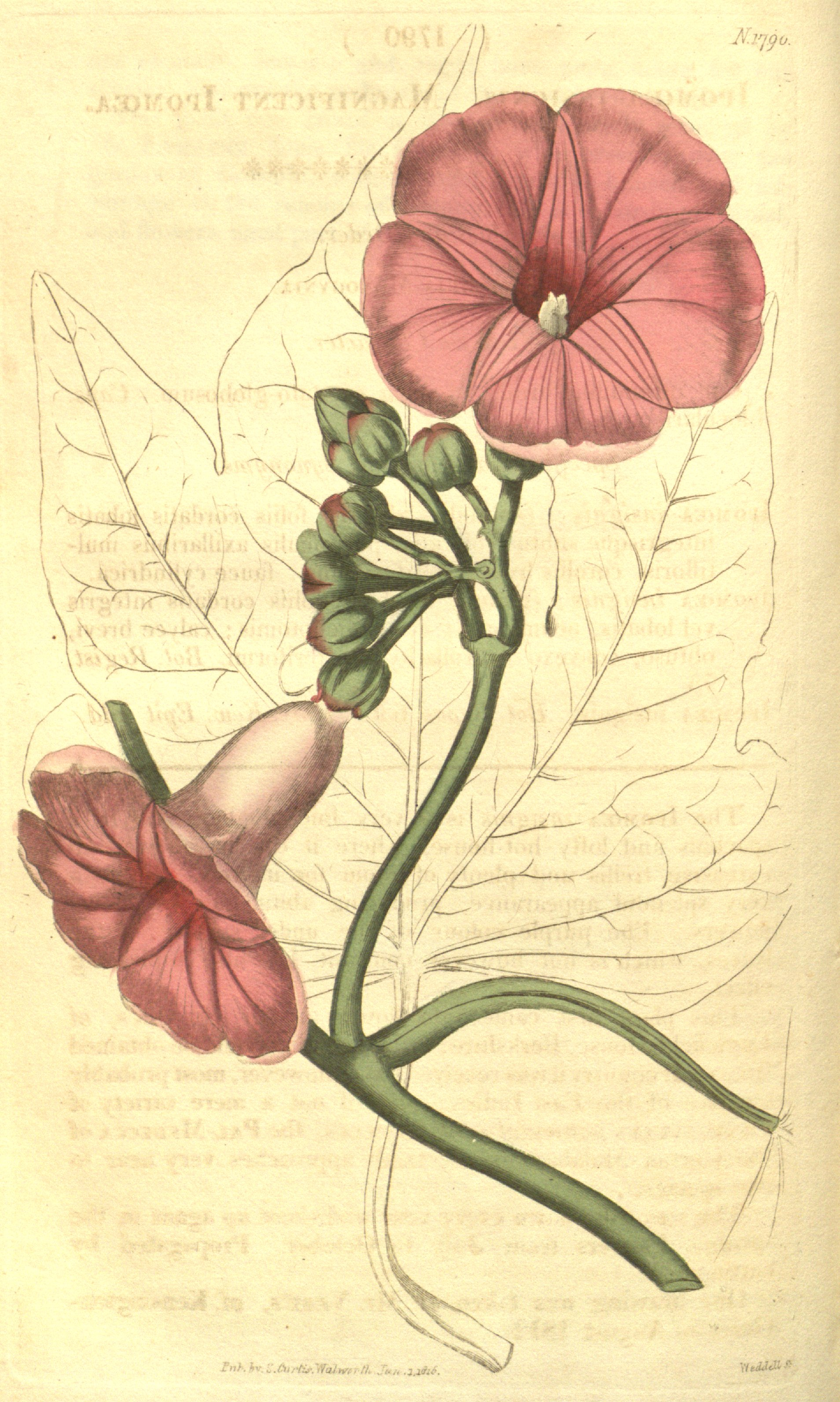